# Фоссальта-ді-П'яве
Фоссальта-ді-Піаве (італ. Fossalta di Piave, вен. Fosalta de Piave) — муніципалітет в Італії, у регіоні Венето, метрополійне місто Венеція.
Фоссальта-ді-Піаве розташована на відстані близько 420 км на північ від Рима, 28 км на північний схід від Венеції.
Населення — 4161 особа (2014).
Щорічний фестиваль відбувається 12 липня. 

## Демографія
Населення за роками:

Станом на 1 січня 2023 року в муніципалітеті офіційно проживало 446 іноземців з 39 країн, серед них 136 громадян країн Євросоюзу та 18 громадян України.

## Сусідні муніципалітети
- Меоло
- Монастієр-ді-Тревізо
- Музіле-ді-Піаве
- Новента-ді-Піаве
- Сан-Дона-ді-Піаве
- Ценсон-ді-Піаве